# وینستون رید
وینستون ویرمو رید (انگلیسی: Winston Wiremu Reid؛ زادهٔ ۳ ژوئیهٔ ۱۹۸۸) بازیکن فوتبال اهل نیوزیلند است.
وی همچنین در تیم ملی فوتبال نیوزیلند بازی کرده‌است.